# NHK BS新闻
《NHK BS新闻》（日语：NHK BSニュース）是自2004年11月1日起在NHK BS1、2023年12月1日至2024年3月30日在NHK BS播出的新闻节目。该节目开始在卫星第一频道（以前称为 BS1）时期。缩写为“BS新闻”。

## 概要
作为BS1“24小时新闻频道计划”的第一步，它于2004年11月开始播出，将播出时间扩展到深夜和凌晨，这是以前不播出常规新闻的时段。然而，该计划陷入停滞，自2017年起，随着每个重组周期的播出量急剧减少，预计于2023年结束。然而，作为《BS新闻4K+故乡》的后续节目《周刊4K故乡》将在2024年之后继续播出。

## 播出时间
- 周一-周五（*节假日停播）
  - 8:50 - 9:00*/11:45 - 11:55/12:50 - 13:00/15:50 - 16:00*/16:50 - 17:00*
- 周六
  - 10:40 - 10:50/13:00 - 13:10

广播时间根据体育广播等前后节目的长度适当改变。
如果播出时间少于5分钟，则不会播出片头。直到2010年，如果发生严重事件或灾难，节目就会取消，有时也会同时播放一般电视节目。

### 体育转播期间的支持
原则上，录制的广播将定期播放，但在直播的情况下，为了优先播放，将播放如下所示的缩短版本。从2011年10月起，原则上，在延长原播出时段的播出时，播出将移至子（特别广播）频道BS102ch，因此不会出现缩短的播出。2017年左右以来，体育赛事转播增多（尤其是周六日），10分钟转播数量减少。
职业棒球、美国职业棒球大联盟
整点第50分钟后以及第一次攻防转换或投手更换后约2分钟，但如果确定第9局换人时不会出现加时赛，则转播至比赛结束且不介入新闻，并在比赛结束后转播。播出时间视情况而定，如果在接下来的50分钟（约30-40分钟）内播出结束，则将在播出结束后播放常规50分钟版本，并在其间插入另一个填充节目。
J联赛、篮球联赛（B联赛、W联赛）、超级碗
半场休息5分钟。
V·英超联赛
第二盘比赛结束后大约2分钟。连续转播多场比赛时，第一场比赛后转播5分钟或常规10分钟。
男子足球/皇帝杯、女子足球/皇后杯
半场休息5分钟。另外，连续转播多场比赛时，距离下一场比赛开始大约有2分钟的时间。
ATP网球大奖赛系列
每盘结束后5分钟（即使以录音形式播放完整的10分钟版本，时间也可能会根据比赛进度等而变化）
奥运会、残奥会、世界杯、亚运会
在许多情况下，比赛结束后会立即转播下一场比赛，因此开始时间和转播时间可能会发生重大变化，或者转播可能会暂停。不过，如果是录播的话，有些部分可能会被剪辑，所以可能会从每小时50分开始，和平常一样。关于时间显示，当现场体育赛事中断并转播时，不显示时间显示。

### 同时播出·交错播出
NHK World
- 即使在海外播出的NHK World Premium上，每天也播出约五次，主要在日本时间段的深夜（一周中的所有日子）和白天，不包括综合电视台主要新闻的时间[註 3]正在同时播出。根据一天中的时间（主要是周六和周日）同时或错开播出。另外，即使是平日的早上和白天，由于国会广播、高中棒球广播（不包括半决赛和棒球比赛）等特殊节目，综合电视台上的《NHK新闻》无法播出，该节目也会同时或错开时间播出，以及其他特别节目。
- 如果播出时间少于5分钟（比如3分钟），无论是同时还是时差，都不会在海外播出。
- 直到2009年2月1日为止，NHK World TV平日每天播出约16次，周末每天播出11次，但因重大节目重组为完全英语播出而中止（最后一次播出是从2月2日7:00（时差6:00播出）。
- NHK World Premium主要播放不加扰的新闻和信息节目，但“BS新闻”通常不会随时播放不加扰的节目。然而，当有重要新闻或一般电视上的常规新闻因节目限制而无法播放非加扰广播的特别非加扰广播时，可以将特别的非加扰广播作为替代节目。
- 节目列表日语写为“BSニュース”，而英语写为“NHK News”（这似乎是一种考虑，因为BS = 广播卫星的缩写仅在日本使用）。顺便说一下，综合电视台的“ニュース”在英语中简称为“News”（在日语中则写作“ニュース”）。
- 由于该节目是按照日本国内广播的节目时间表播出的，因此如果无法在预定时间播出，例如当各种体育赛事延长时，NHK World将进行交错播出（重播前一个时间）或（国内广播的不同时间广播），或者可以用其他节目代替，例如同时或交错广播的综合电视节目“NHK新闻”。有一段时间，它被地面模拟电视的图文电视节目“文字新闻”所取代。

卫星高清
- 在2006年都灵奥运会和2006年FIFA世界杯期间，如果同时播出，BS新闻也会通过卫星高清（BS hi）进行转播。 然而，当时BS新闻中心（BS-NC）的演播室设备和制作节目都是标清（525i），比例为4:3，所以包括新闻素材在内的所有内容都升频为标清。这是仅有的两种在BS hi上转播的情况，同时在BS1和BShi上转播的大联盟转播也只会在BS1上转播。

## 播报员
- 福永美春 - 2020年4月2日起
- 山崎薫子 – 2021年4月1日起
- 西冈爱 – 2022年4月4日起
- 大滨扶美野 – 2022年4月5日起

## 相关项目
- NHK新闻
- BS列岛新闻
- BS新闻50
- NHK NEWSLINE - NHK World-Japan该节目的后续节目。
- NHK卫星广播节目列表